# Tadeusz Korsak

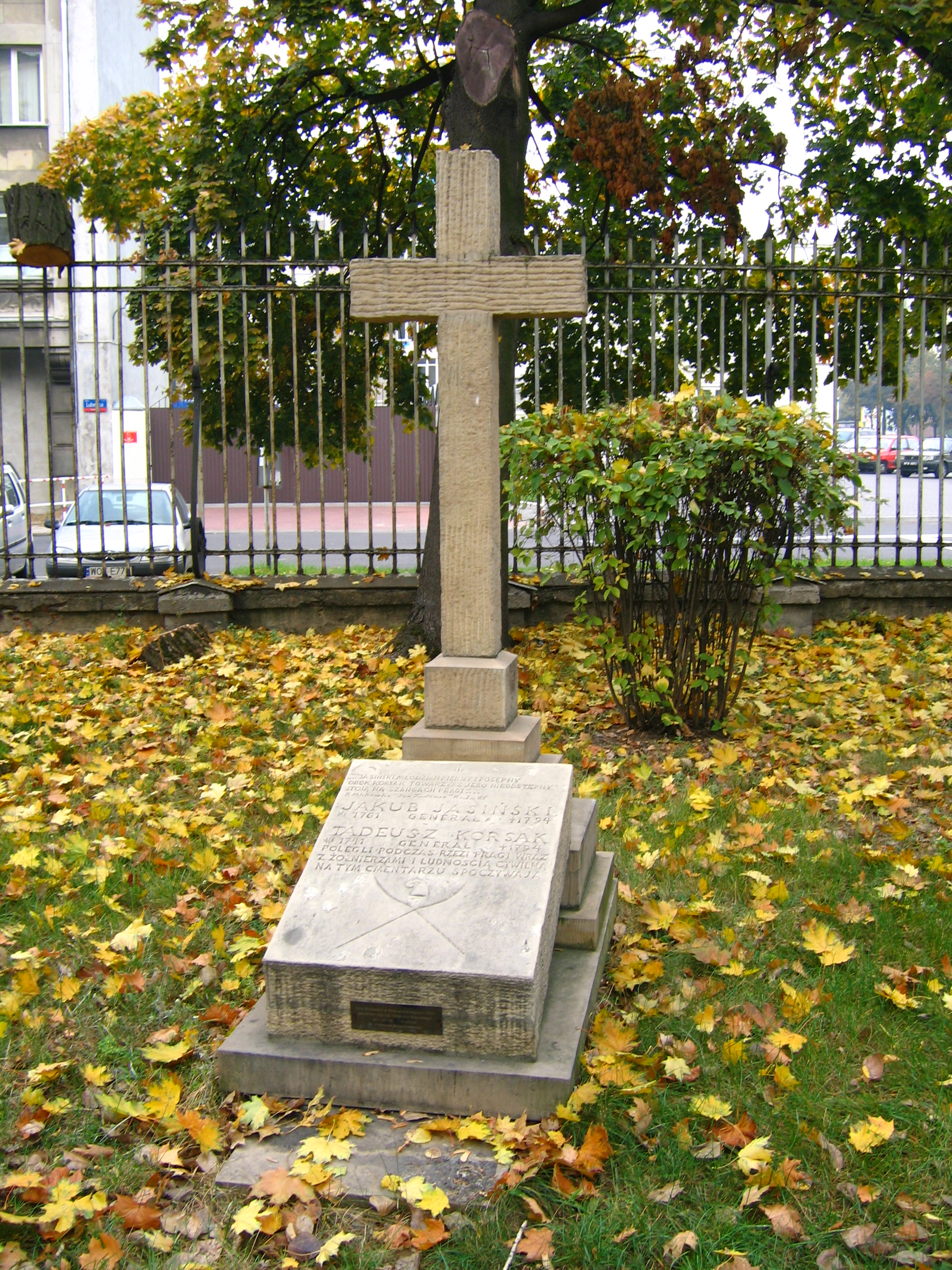
Grób Jakuba Jasińskiego i Tadeusza Korsaka na cmentarzu Kamionkowskim w Warszawie

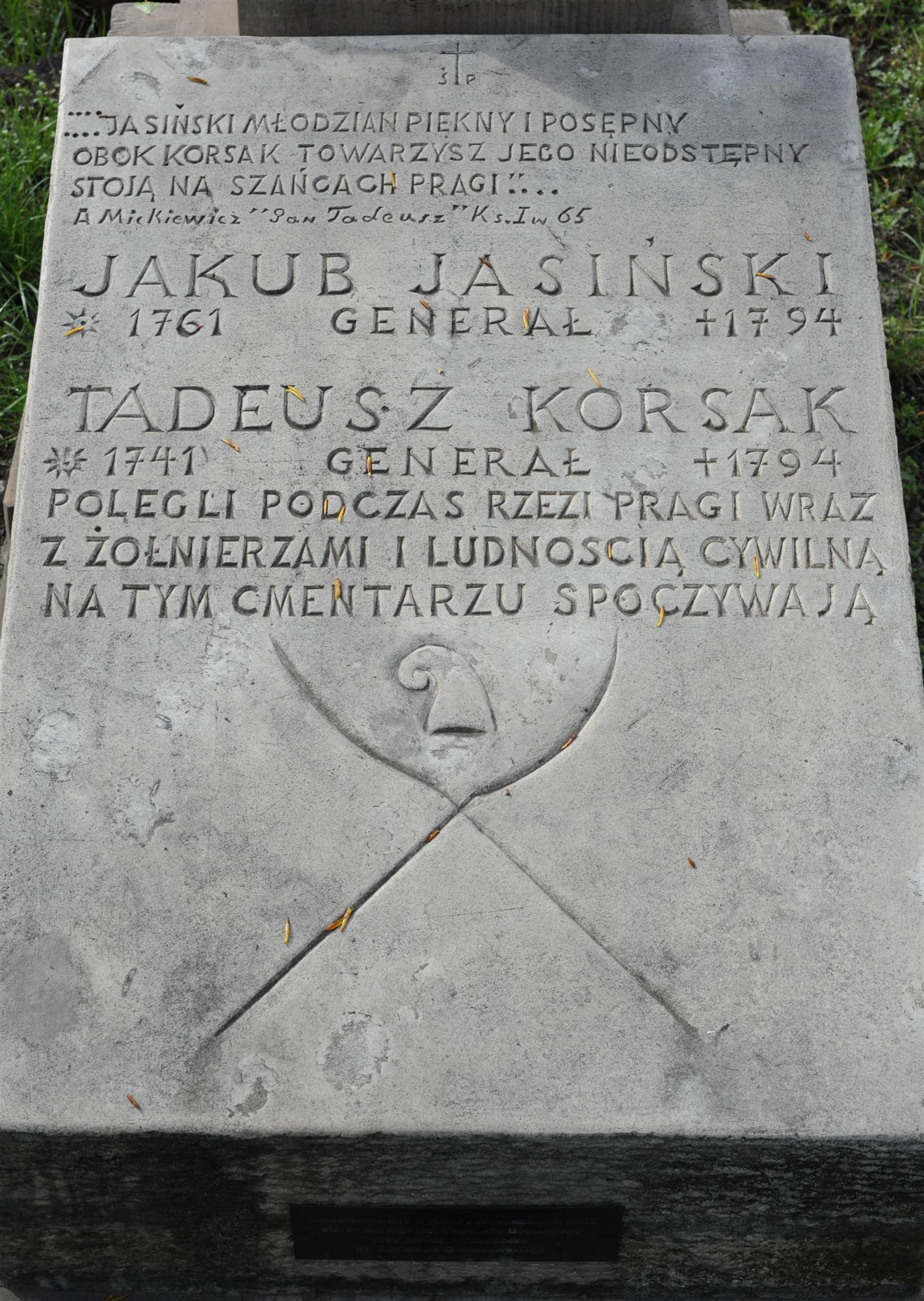
Tablica nagrobna Jakuba Jasińskiego i Tadeusza Korsaka na Cmentarzu Kamionkowskim

Tadeusz Korsak herbu Korsak (ur. 1741 w Daniewie, zm. 4 listopada 1794 w Warszawie) – podczaszy połocki w latach 1775–1785, skarbnik połocki od 1767, sędzia ziemski wileński od 1787 roku, komisarz Komisji Porządkowej Cywilno-Wojskowej województwa wileńskiego w 1790 roku, generał-major ziemiański w powstaniu 1794 roku.

## Życiorys
Syn Karola Korsaka, oboźnego połockiego i Franciszki z Pakoszów. Był posłem na Sejm Czteroletni Rzeczypospolitej z województwa wileńskiego w 1790 roku. Członek Zgromadzenia Przyjaciół Konstytucji Rządowej. Sędzia sejmowy ze stanu rycerskiego z Prowincji Wielkiego Księstwa Litewskiego w 1791 roku.
Zginął podczas Rzezi Pragi. Został pochowany na cmentarzu Kamionkowskim w Warszawie.